# Shane Gould
Shane Elizabeth Gould, MBE (Sydney, 23 de novembro de 1956) é uma nadadora australiana, ganhadora de três medalhas de ouro em Jogos Olímpicos, considerada uma das maiores nadadoras da história do esporte.
Nascida no primeiro dia de competição dos Jogos Olímpicos de Melbourne, em 1956, Shane Gould mudou-se para Fiji com sua família com 18 meses de idade. Com a idade de seis anos, ela já era uma nadadora competente. Frequentou a Faculdade Luterana de St. Peters, em Brisbane, onde uma casa esportiva tem seu nome hoje.
Nos Jogos Olímpicos de Munique, em 1972, Gould ganhou três medalhas de ouro, estabelecendo um recorde mundial em cada prova. Ela também ganhou uma prata e um bronze. Com apenas 16 anos, se aposentou da natação.
Ela é a única pessoa (homem ou mulher) a ter em seu poder simultaneamente todos os recordes mundiais do estilo livre da natação, desde os 100 m até os 1500 metros, e primeira mulher a conquistar três medalhas de ouro olímpicas com recorde mundial.
Foi um dos portadores da tocha olímpica na cerimônia de abertura dos Jogos Olímpicos de Sydney em 2000, carregando a tocha no estádio como um dos corredores do segmento final, antes do acendimento da chama olímpica.
Recebeu diversas premiações internacionais, como a de "Melhor Esportista Feminina do Mundo" em 1971, "Australiana do ano" em 1972, a Ordem do Império Britânico em 1981, e a Ordem Olímpica em 1994. Atualmente divide seu tempo entre Launceston, Tasmânia e Sydney, e ainda nada em competições de masters.

## Recordes mundiais
(período como detentora do recorde)
Provas individuais:
- 100m livres – entre abril de 1971 e julho de 1973
- 200m livres – entre maio de 1971 e agosto de 1972, e entre setembro de 1972 e agosto de 1974
- 400m livres – entre julho de 1971 e agosto de 1973
- 800m livres – entre dezembro de 1971 e agosto de 1972
- 1500m livres - entre dezembro de 1971 e agosto de 1973
- 200m medley - entre agosto de 1972 e abril de 1973